# فوننا (أين)
فونا (بالفرنسية: Vonnas)‏ هي بلدية فرنسية تقع في إقليم الأين في فرنسا. رمز إنسي لها هو:1457. أما الرمز البريدي لها فهو: 1540.